# 다카하시 준
다카하시 준(高橋 盾, 1969년 9월 21일~)은 언더커버(Undercover)를 출시한 일본의 패션 디자이너이다.

## 생애 및 교육
다카하시는 군마 현에서 태어났다. 그는 군마 기류 니시 고등학교 (群馬県立桐生西高等学校)에 다녔다. 1988년에 그는 패션 교육에 문화 복장 학원에 등록했다. 여가 시간에는 커버 밴드 《도쿄 섹스 피스톨스》의 보컬을 맡았으며, 그의 롤모델은 비비안 웨스트우드였다.

## 커리어
1993년, 그는 남성, 여성, 어린이를 위한 고급 스트리트웨어 브랜드인 언더커버를 출시했다. 1993년, 그는 A Bathing Ape의 설립자인 그의 친구 Nigo와 함께 Ura-Harajuku에서 소매 벤처인 Nowhere를 시작했다. 1994년부터 1995년까지 도쿄 패션 위크에 참가했다. 1995년 하라주쿠에 노웨어(Nohere Ltd.)라는 회사 매장이 문을 열었다.
꼼데가르송이라는 브랜드를 만든 일본인 디자이너 가와쿠보 레이는 준의 멘토가 되어 그를 파리에 오도록 설득했다. 파리의 가게 콜레트는 그의 옷을 너무 좋아해서 그들은 다카하시에게 1998년 그의 컬렉션 "Exchange"를 그들의 가게에서 보여달라고 부탁했다.
언더커버는 2002년 10월 파리 패션 위크에서 2003년 봄/여름에 데뷔했다.
다카하시 또한 스포츠 의류 대기업과 함께 나이키 x 언더커버 갸쿠수라는 레이블로 남성과 여성을 위한 액티브 웨어 라인을 만든다. 또한 2011년부터 유니클로 언더커버를 만들기 위해 유니클로와 협력하고 있다.
2021년, 다카하시가 1992년 라디오헤드의 곡 〈Creep〉을 리믹스한 Creep (Very 2021 Rmx)의 아트워크와 애니메이션 뮤직비디오를 제작했다. 라디오 헤드 가수 톰 요크는 이 리믹스를 타카시의 패션쇼 중 하나에 기여했다.

## 개인사
다카하시에게는 아들 린과 딸 다카하시 랄라가 있으며, 모리시타 리코와 결혼하여 유니클로에서 함께 일했다.

## 수상 및 성과
1997년 마이니치 전국 일간지가 후원하는 마이니치 패션 대상 뉴페이스상을 수상했다. 2001년 마이니치 전국 일간지가 후원하는 마이니치 패션 대상을 수상했다. 2013년 마이니치 패션 대상을 두 번째로 수상했다.